# Ayumu Matsuo
Ayumu Matsuo (松尾 歩, Matsuo Ayumu) est un joueur de shōgi professionnel japonais né le 29 mars 1980 à Nisshin.

## Biographie et carrière
Ayumu Matsuo est né en mars 1980 à Nisshin dans la préfecture d'Aichi. Il est devenu professionnel en avril 1999.
Il remporta en 2001  le Shinjin-Ō-sen (tournoi réservé aux joueurs de moins de 26 ans et classés sixième dan ou rang inférieur).
En 2014, Ayumu Matsuo parvint en finale du tournoi Ginga-sen et fut battu par Akira Watanabe.
En 2016-2017, il remporte le premier tournoi de classement principal (groupe 1) du Ryuo en battant Yoshiharu Habu. Lors de la phase finale (le tournoi des candidats) du Ryuo, il retrouve Yoshiharu Habu et perd ce match. À la fin de l'année, il occupe la neuvième place dans le classement des gains des joueurs.
En 2021-2022, il se qualifie pour la finale de la Coupe NHK disputée en mars 2022 face à Masayuki Toyoshima.
Il a été classé 7e dan à partir de septembre 2007 et a le grade de 8e dan professionnel depuis juillet 2015.